# Eva Karisch
Eva Karisch (* 27. Dezember 1940 in Graz; † 10. April 2021) war eine österreichische Politikerin (ÖVP).

## Leben
Eva Karisch wurde am 27. Dezember 1940 als Tochter von Arnold und Martha Elsässer in Graz geboren. Sie besuchte die Volksschule und dann die Frauenoberschule in Graz, an dieser maturierte sie 1958 mit ausgezeichnetem Erfolg. Von 1958 bis 1962 studierte sie Rechtswissenschaften an der Universität Graz, wo sie zum Doktor der Rechte promovierte. Schon während des Studiums arbeitete sie als wissenschaftliche Hilfskraft am Institut für Rechtsgeschichte der Universität Graz. Von 1962 bis 1963 absolvierte sie das Rechtspraktikum an Grazer Gerichten. Danach arbeitete sie kurz in einem Gewerbebetrieb, bevor sie in die Landwirtschaftskammer wechselte. Neben der Arbeit absolvierte sie das Lehramtsstudium für kaufmännische Schulen an Hochschule für Welthandel in Wien und schloss dieses 1967 mit der Lehramtsprüfung ab
Im Jahr 1965 heiratete sie Arthur Karisch, mit dem sie drei Kinder hatte.
Ihre politische Laufbahn begann 1979 als Elternvertreterin, eine Funktion, die sie zwölf Jahre lang ausübte. 1986 wurde sie Obfrau des Steirischen Vereines für Konsumentenschutz und 1989 auch Mitglied des Hauswirtschaftlichen Beirates im Amt der Steiermärkischen Landesregierung. In der XII. und XIII. Periode war sie von 1991 bis 2000 Landtagsabgeordnete. Im Jahr 1994 wurde sie auch Leiterin des Josef Krainer-Hauses, dem Bildungshaus der ÖVP Steiermark.
Eva Karisch war von 1999 bis 2019 Mitglied und von 2003 bis 2007 Präsidentin der Urania Steiermark. Im Jahr 2011 wurde sie Mitglied der Opferschutz-Kommission in der Steiermark.
Sie starb am 10. April 2021.

## Ehrungen und Auszeichnungen
- Großes Goldenes Ehrenzeichen des Landes Steiermark[1]